# Mah Na Mah Na
Mah Na' Mah Na'  (ook wel: Mah-Na-Mah-Na of Mahna Mahna) is een lied dat in 1968 werd geschreven door de Italiaanse componist Piero Umiliani. Het werd, vooral in de versie van de Muppets, een wereldsucces.
Het nummer heeft geen verstaanbare tekst. Het lied is gescat rondom de frases Mahna Mahna en Doe-doe biedoedoe. Umiliani schreef het in 1968 als onderdeel van de soundtrack voor een erotische documentaire waarin het seksleven van het Zweedse volk onder de loep werd genomen: Svezia, inferno e paradiso ("Zweden, hel en paradijs"). Tijdens de aftiteling was het nummer te horen. Toen het vervolgens in de VS op single verscheen, kreeg het de voor de hand liggende titel Mah-na-mah-na mee.
In 1968/1969 was het nummer in vele landen een hit. In Nederland heeft het als Mah-Na-Mah-Na bijvoorbeeld vijf weken in de Top 40 gestaan in de uitvoering van de Australische producer David Mackay, die zich voor de gelegenheid Mahna Mackay noemde. Het kwam op 18 oktober 1969 binnen op de 32ste plaats, bereikte een 25ste plaats en was vier weken later weer uit de Top 40 verdwenen.
Ook verschenen er covers: de Franse zanger Henri Salvador voorzag de melodie in 1969 van de tekst Mais non, mais non. In het Verenigd Koninkrijk werd de originele uitvoering van Mah-na-mah-na in 1976 een hit doordat het regelmatig te horen was in de Benny Hill Show (in een medley samen met de melodieën Für Elise van Beethoven, Gimme Dat Ding van het duo The Pipkins en Doo-Bee-Doo-Bee-Doo van Giorgio Moroder). 
In Nederland verscheen een persiflage, Manha Manha, op single uitgevoerd door de band Confetti Combo die met het nummer optraden in de oktoberaflevering van 1969 van het televisieprogramma Voor de vuist weg van Willem Duys.

## Muppets
Al in de jaren zestig baseerde de Amerikaanse poppenspeler en geestelijk vader van de Muppets Jim Henson een act op Mah-na-mah-na. Hierin zongen twee Muppets met opvallende snuiten samen met een harige Muppet hun versie van het lied. Ze werden Mahna Mahna and the Snowths genoemd.
Mahna Mahna and the Snowths zongen het lied voor het eerst op 30 november 1969 tijdens een optreden in The Ed Sullivan Show. In 1970 werd de act opnieuw opgevoerd, deze keer in het kinderprogramma Sesame Street (maar door andere poppen) en toen de Muppets vanaf 1976 hun eigen wekelijkse televisieshow kregen was Mah-na-mah-na in de eerste aflevering het openingsnummer. De act werd bij die gelegenheid van slotcommentaar voorzien door de heren Statler en Waldorf.
Statler: The question is: "What is a Mahna Mahna?"
Waldorf: The question is: "Who cares?"
In deze versie werd Mah-na-mah-na in 1977 opnieuw een hit. Met Umiliani verliep het vervolgens weinig voorspoedig: een zwaar herseninfarct zorgde ervoor dat hij gedurende de jaren tachtig en het grootste deel van de jaren negentig niet meer kon werken. Zijn comeback aan het einde van de jaren negentig werd als een wonder beschouwd. Hij overleed in 2001.